# Daniella Navarro
Daniella Navarro Santodomingo (Caracas, 27 de febrero de 1984) es una actriz venezolana.

## Carrera
Navarro debutó como actriz en 1997 a los 13 años de edad. Su primera actuación para televisión seria en la serie juvenil como Patricia en A todo corazón, de Laura Viscontin Producciones, seguido de  Así es la vida, del guonista Alberto Giarroco. Ambas producciones se emitirían en Venevisión. 
En 2002, pasa a formar parte del talento de RCTV, teniendo roles estelares en telenovelas como Pura pinta, Por todo lo alto, Negra consentida y la exitosa Estrambótica Anastasia. 
Su rol más importante llega en 2009 con la telenovela Tomasa Tequiero donde encarna a Fabianita, una joven malcriada que pierde a sus padres en un accidente aéreo.
En 2012, Daniella salta a la internacionalización con su papel antagónico de Olivia Kloster en Relaciones peligrosas donde la actriz interpreta a una detective compartiendo con Gabriel Coronel, Sandra Echeverría y Gonzalo García Vivanco. Ese mismo año, también participa en la telenovela Corazón apasionado de Univisión y Venevisión, con el papel de Marielita Campos.
De 2012 a 2013 participó en la telenovela Corazón Valiente producida por la cadena Telemundo donde la actriz interpreta a una pobre mujer llamada Clara Salvatierra.
En 2013 participa en la telenovela Marido en alquiler protagonizada por Sonya Smith y Juan Soler y antagonizada por Maritza Rodríguez y Miguel Varoni. Estrena en el verano del 2013.
A mediados de 2014, participa en una versión de Pasión de gavilanes, llamada Tierra de reyes, compartiendo nuevamente con Sonya Smith y Kimberly Dos Ramos. Aquí interpreta a Patricia Rubio una cantante y bailarina de un club nocturno que se enamorara de Samuel Gallardo (Christian de la Campa) sin embargo, debido a su ambición tiene una relación tormentosa con el encargado del Palenque Ulises Matamoros (Ricardo Kleinbaum). En años posteriores participa en otros dramas de Telemundo como Marido en alquiler, 100 días para enamorarnos, Mi familia perfecta y la miniserie Milagros de navidad.
En 2022, se integra como concursante de la cuarta edición del reality show La casa de los Famosos, quedando como 5.ª finalista. En 2024 regresa a Venezuela para participar en el reality de Hispanomedios, Malas mujeres.

## Vida personal
Daniella estuvo en una larga relación de 4 años con el actor venezolano Carlos Arreaza, con quien contrae nupcias en Miami en una ceremonia privada el 24 de septiembre de 2011. La pareja se divorciaría en 2014. En 2015, fue pareja por unos meses del mexicano Gonzalo García Vivanco. 
En abril de 2016, da a conocer a través de una publicación en Instagram, que se encuentra iniciando una relación con el polémico grande ligas venezolano Ugueth Urbina. En 2017 nació su hija Uguiella Urbina Navarro. 
En 2023, tras nueve meses de relación, confirmó su separación con el actor argentino Nacho Casano. Ambos se conocieron durante sus participaciones en la segunda temporada de La casa de los famosos.
Actualmente vive en Miami, Estados Unidos, con su madre y su hija Uguiella.

## Trayectoria
| Año       | Título                    | Personaje                                     | Cadena     | País           |
| --------- | ------------------------- | --------------------------------------------- | ---------- | -------------- |
| 2025      | Velvet: el nuevo imperio  | Clara Hernández                               | Telemundo  | Estados Unidos |
| 2020      | 100 días para enamorarnos | Hilda Santander                               | Telemundo  | Estados Unidos |
| 2018      | Mi familia perfecta       | Antonia Cadenas                               | Telemundo  | Estados Unidos |
| 2017      | Milagros de navidad       | Carmen Santana                                | Telemundo  | Estados Unidos |
| 2014-2015 | Tierra de reyes           | Patricia Rubio                                | Telemundo  | Estados Unidos |
| 2013-2014 | Marido en alquiler        | Bárbara González                              | Telemundo  | Estados Unidos |
| 2012-2013 | Corazón valiente          | Clara Salvatierra del Castillo                | Telemundo  | Estados Unidos |
| 2012      | Relaciones peligrosas     | Olivia Kloster                                | Telemundo  | Estados Unidos |
| 2012      | Corazón apasionado        | Mariela "Marielita" Montesinos Campos Miranda | Univisión  | Estados Unidos |
| 2009      | Si me miran tus ojos      | Patricia                                      | Venevisión | Venezuela      |
| 2009      | Tomasa Tequiero           | Fabiana Paredes Bustamante                    | Venevisión | Venezuela      |
| 2007      | Pura pinta                | Bianca Rondón                                 | RCTV       | Venezuela      |
| 2006      | Por todo lo alto          | Ignacia "Chacha" Martínez                     | RCTV       | Venezuela      |
| 2004-2005 | Negra consentida          | Jéssica                                       | RCTV       | Venezuela      |
| 2004      | Estrambótica Anastasia    | Yadira Paz                                    | RCTV       | Venezuela      |
| 2002      | Lejana como el viento     | María Virtudes "Mariví"                       | Venevisión | Venezuela      |
| 1998      | Así es la vida            | Gabriela                                      | Venevisión | Venezuela      |
| 1997      | A todo corazón            | Patricia                                      | Venevisión | Venezuela      |

### Concursos
| Año  | Título                  | Cadena    | Nota             |
| ---- | ----------------------- | --------- | ---------------- |
| 2024 | Malas mujeres           | HispanoTV | Participante     |
| 2024 | Hoy Día Bailamos        | Telemundo | Participante     |
| 2022 | ¿Qué dicen los famosos? | Telemundo | Participante     |
| 2022 | La casa de los famosos  | Telemundo | Quinta finalista |

## Premios y reconocimientos
| Año  | Premio             | Categoría                           | Trabajos              | Resultados |
| ---- | ------------------ | ----------------------------------- | --------------------- | ---------- |
| 2007 | Premios Dos de Oro | Mejor actriz de reparto             | Por todo lo alto      | Nominada   |
| 2012 | Premios Tu Mundo   | Mejor actriz de reparto             | Relaciones peligrosas | Nominada   |
| 2013 | Miami Life Awards  | Mejor villana de telenovela         | Relaciones peligrosas | Nominada   |
| 2014 | Miami Life Awards  | Mejor actriz juvenil, telenovela    | Marido en alquiler    | Nominada   |
| 2014 | Premios Tu Mundo   | Mejor actriz de reparto, telenovela | Marido en alquiler    | Ganadora   |
| 2015 | Miami Life Awards  | Mejor actriz de reparto, telenovela | Tierra de reyes       | Nominada   |
| 2015 | Premios Tu Mundo   | Mejor actriz de reparto, telenovela | Tierra de reyes       | Ganadora   |